# Coat-Méal
Coat-Méal (bretonisch Koz-Meal) ist eine französische Gemeinde im Nordwesten der Bretagne im Département Finistère mit 1135 Einwohnern (Stand 1. Januar 2022).

## Lage
Der Ort befindet sich rund zehn Kilometer südlich der Atlantikküste am Eingang des Ärmelkanals.
Die Groß- und Hafenstadt Brest liegt 14 Kilometer südlich und Paris etwa 500 Kilometer östlich (Angaben in Luftlinie).

## Verkehr
Bei Brest gibt es die nächsten Abfahrten an den Schnellstraßen E 50 Richtung Rennes und E 60 Richtung Nantes. Der Bahnhof von Brest ist Endpunkt der Regionalbahnlinien in Richtung Rennes und Nantes und des TGV Atlantique nach Paris.
Lediglich zwölf Kilometer südwestlich der Gemeinde nahe der Stadt Brest befindet sich der Regionalflughafen Aéroport de Brest Bretagne.

## Bevölkerungsentwicklung
| Jahr                       | 1962 | 1968 | 1975 | 1982 | 1990 | 1999 | 2010 | 2017 |
| Einwohner                  | 481  | 456  | 508  | 532  | 669  | 737  | 1009 | 1100 |
| Quellen: Cassini und INSEE |      |      |      |      |      |      |      |      |

## Sehenswürdigkeiten
- Kirche Notre-Dame-des-Sept-Douleurs

Siehe auch: Liste der Monuments historiques in Coat-Méal